# ریو (ایندیانا)
ریو (به انگلیسی: Reo) یک منطقهٔ مسکونی در ایالات متحده آمریکا است که در ایندیانا واقع شده‌است. ریو ۱۲۴ متر بالاتر از سطح دریا واقع شده‌است.